# Западни бугарски говори
Западни бугарски говори (буг. Западни български говори) је термин који се користи у бугарској дијалектологији за говоре које сматрају делом бугарског језика и којима се говори у западном делу Бугарске (западно од јатове границе), северном делу Грчке,  Северној Македонији и источном делу Албаније.

## Класификација
Према дијалектолошкој карти бугарског језика у издању Института за бугарски језик, западни бугарски говори се деле на три главне групе: северозападне говоре, југозападне и прелазне говоре.
- северозападни говори
  - белослатинско-плевенски говор
  - видинсколомски говор
- југозападни говори
  - ботевградски говор
  - врачански говор
  - ихтимански говор
  - елинпелински говор
  - софијски говор
  - самоковски говор
  - дупнишки говор
  - чустендилски говор
  - благоевградски говор
  - петрички говор
  - југозападни прелазни
    - пијанешки говор
    - каменишки говор
    - краешки говор
- прелазни говори - дуж бугарско-српске границе
  - трнски говор
  - брезнишки говор
  - белоградчишки говор

## Особине
Основна особина западних бугарских говора јесте да су они екавски - уместо старословенског јата (Ѣ) доследно се изговара е. Источни говори припадају јакавици, где се старо јат изговара као два гласа "ја". Ово је првенствени разлог зашто су неки дијалектолози (попут Александра Белића) ове говоре сматрали делом српског језика.
Остале особине које ове дијалекте повезују са српским (и македонским) језиком су:
- Изговор гласова ћ (ќ), ђ (ѓ): цвèће, грòзђе (уместо бугарског к, г и сл.)
- Сачувано старословенско Ѕ (сливено дз) које се изговара и у македонским и староштокавским и средњоштокавским српским говорима: ѕвезда, ѕид, ѕвоно, ѕвер, итд.
- Наставак -ње за глаголске именице: орàње, косèње, спањè, мèсење, ỳчење (уместо бугарског наставка -ние и -не)
- Множина именица понекад на -е уместо на бугарско -и: прстèње, чàше, шàпке, жàбе
- Наставак -ам и -ем за прво лице множине презента: читам, четем, пишам (уместо бугарског -(ј)а)
- Наставак -ме за прво лице множине презента: јадèме, мòлиме, нòсиме, свѝриме, дàваме, купỳваме (уместо бугарског наставка -м)
- Прво лице једнине личног глагола: ја и јас (уместо бугарског: аз)
- Треће лице једнине личног глагола: он, она  (уместо бугарског: тој, тја)
- Треће лице множине личног глагола: они (уместо бугарског: те)
- Српско штокавско што уместо бугарског какво
- Коришћењем српских и македонских речи којих нема у бугарском језику: нога (буг. крак - премда се реч "крак" јавља и у западним дијалектима па чак дијалектално и у јужносрпском дијалекту), разбој (буг. стан), кошуља (буг. риза), жежак/жежок (буг. горещ=горешт), немој (буг. недей=недеј), мачка (буг. котка), итд.

Бугарске особине ових говора јесу:
- Западни бугарски говори имају аналитичку структуру, немају падеже и користе предлошке конструкције
- Поседовање пост-позитивних чланова
- Једноставнији систем акцентовања (мада није исти као у бугарском књижевном језику)
- Синтакса